# Gare de Baesrode-Nord
 (février 2020).
Si vous disposez d'ouvrages ou d'articles de référence ou si vous connaissez des sites web de qualité traitant du thème abordé ici, merci de compléter l'article en donnant les références utiles à sa vérifiabilité et en les liant à la section « Notes et références ».
La gare de Baesrode-Nord (en néerlandais : station Baasrode-Noord) est une gare ferroviaire belge, fermée, de la ligne 52, de Termonde à Anvers. Elle est située à Baesrode, section de la commune de Termonde, dans la Province d'Anvers en Région flamande. Un peu plus loin que le village, il y a la gare de Baesrode-Sud sur la ligne 53. 

## Histoire
Mise en service en 1880, elle est fermée au service ferroviaire en 1980. Son bâtiment est le siège de l'association des Amis belges de la locomotive à vapeur (BVS) qui gère le chemin de fer touristique Chemin de fer à vapeur Termonde - Puers.

Le graphique et le tableau montrent le nombre moyen de voyageurs d'embarquement par semaine, samedi et dimanche dans les années 70. 
| Tableau: nombre de voyageurs embarquant à la gare de Baasrode-Noord | Tableau: nombre de voyageurs embarquant à la gare de Baasrode-Noord | Tableau: nombre de voyageurs embarquant à la gare de Baasrode-Noord | Tableau: nombre de voyageurs embarquant à la gare de Baasrode-Noord |
|                                                                     | Jour de semaine                                                     | Samedi                                                              | Dimanche                                                            |
| ------------------------------------------------------------------- | ------------------------------------------------------------------- | ------------------------------------------------------------------- | ------------------------------------------------------------------- |
| 1977                                                                | 92                                                                  | 0                                                                   | 0                                                                   |
| 1978                                                                | 60                                                                  | 0                                                                   | 0                                                                   |
| 1979                                                                | 54                                                                  | 0                                                                   | 0                                                                   |

## Patrimoine ferroviaire
La gare a conservé le bâtiment construit en 1969, dû à Philip Tibax. Il est utilisé par les Amis belges de la locomotive à vapeur (BVS) qui y ont leur siège et y gèrent leur ligne touristique dénommée Chemin de fer à vapeur Termonde - Puers.